# Jaroslav Olša
Jaroslav Olša (ur. 8 marca 1938, zm. 29 marca 2023) – czeski orientalista, tłumacz i dyplomata. Pełnił funkcję ambasadora w Indonezji (1993–1998) oraz konsula generalnego w Pakistanie (1999–2002).
Absolwent Uniwersytetu Karola w Pradze. Jego syn – Jaroslav Olša – również jest orientalistą.
W latach 70. i 80. mieszkał i pracował w Polsce. Do Czech wrócił dopiero po 1989 roku. Sporządził pierwszy słownik czesko-indonezyjski.

## Książki
- Česko-indonéský slovník. Leda, Voznice 2003.
- Tygr! Tygr! Moderní povídky z Indonésie. Gutenberg: Kontinenty, Praga 2007.
- Závistivý lidojed a pták nepták. Legendy a báje z Nové Guineje. Argo, Praga 2008.
- Indonésko-český slovník. Leda, Voznice 2010.
- Sultán a král Kobra. Malajské legendy a báje. Talpress, Praga 2011.
- Exotické kouzlo kuchyně Malajsie, Pavel Mervart, Červený Kostelec 2013.
- Praktický indonésko-český a česko-indonéský slovník. Lingea, Brno 2017.
- Příběh rozčarování a naděje. Amin Sutedjo, Nová vlna, Praga 2020.